# Maïa Fataweeporn
Maïa Fataweeporn (thailändisch มายา ฟ้าทวีพร) ist ein thailändisch-französischer Fußballspieler.

## Karriere
Maïa Fataweeporn spielte bis Ende 2024 beim Euro Football Center in der Bangkok Premier League. Im Januar 2025 unterschrieb er einen Vertrag beim Zweitligisten Pattaya United FC. Sein Zweitligadebüt gab Fataweeporn am 15. Februar 2025 (25. Spieltag) im Heimspiel gegen den Suphanburi FC. Bei der 3:0-Heimniederlage wurde er in der 85. Minute für den Brasilianer Patrick Mota eingewechselt. Am Ende der Saison 2024/25 belegte er mit Pattaya den 16. Tabellenplatz und musste somit in die dritte Liga absteigen.